# Frank Rizzo
Francis Lazarro Rizzo (Filadelfia, Pensilvania, 23 de octubre de 1920 – Ibidem, 16 de julio de 1991) fue un oficial de policía y político estadounidense. Fue comisionado de la policía de Filadelfia de 1968 a 1971 y alcalde de Filadelfia de 1972 a 1980. Fue miembro del Partido Democrático durante toda su carrera en el cargo público. Sin embargo, más tarde cambió al Partido Republicano en 1986 e hizo campaña como republicano durante los últimos cinco años de su vida.
Como alcalde, Rizzo fue un fuerte oponente a la des-segregación de las escuelas de Filadelfia, e impidió la construcción de viviendas públicas en barrios blancos. Mientras postulaba para un tercer mandato, Rizzo instó a los partidarios a "Vote White". Durante su mandato como comisionado de policía y alcalde, el departamento de policía de Filadelfia se dedicó a patrones de brutalidad policial, intimidación, coerción y desprecio por los derechos constitucionales, en particular hacia la comunidad negra. Los patrones de brutalidad policial fueron documentados en una serie de Philadelphia Inquirer, ganadora de Pulitzer, por William K. Marimow y Jon Neuman.

## Primeros años
Rizzo nació en Filadelfia; su padre Rafael era un oficial de policía de Filadelfia. Creció en un barrio residencial del sur de Filadelfia. Durante su último año abandonó la Southern High School; posteriormente obtuvo un diploma de equivalencia de la escuela secundaria y tomó cursos gubernamentales en el Fels Institute of Government.
Alistado en la Marina de los Estados Unidos, Rizzo sirvió en el crucero USS Houston durante 19 meses antes de ser dado de alta médica debido a la diabetes insípida. Volviendo a Filadelfia, Rizzo trabajó para Midvale Steel ayudando a fabricar armas navales en el período previo a la Segunda Guerra Mundial.

## Comisionado de policía
Rizzo se unió al Departamento de Policía de Filadelfia (PPD) en 1943, elevándose a través de las filas para convertirse en comisario de policía en 1967.
Ocasionalmente, Rizzo se puso en cuarentena con el alcalde de la ciudad, James H. J. Tate.[cita requerida] Era bullicioso y bromeante, particularmente para los medios. Una biografía de Rizzo, con una introducción escrita por el futuro comisario de policía John Timoney, contó: "De un grupo de manifestantes antipoliciales, se dice que dijo: "Cuando termine con ellos, haré que Atila el Huno parezca un marica". Un reportero que cubrió los años de Rizzo, Andrea Mitchell, relató el comportamiento rutinariamente brutal en la fuerza como parte de un amplio patrón de bravado de Rizzo.
Rizzo renunció como comisionado en 1971 para postularse para alcalde.

### Relación con estadounidenses negros y disturbios policiales
La relación de Rizzo con la comunidad negra de Filadelfia era volátil, con la reputación de PPD sufriendo entre los negros. Durante el mandato de Rizzo como capitán de división y comisionado, los críticos a menudo acusaron que estaba racialmente motivado, dirigiendo actividades en barrios negros.[cita requerida]
Fue durante el mandato de Rizzo como comisionada adjunta que oficiales blancos y negros asignados a los barrios predominantemente negros de la ciudad trabajaron en tándem en un intento de reducir la fricción entre civiles y fuerzas policiales. Como comisionado, el departamento de Rizzo tenía uno de los mayores porcentajes de oficiales negros entre los grandes departamentos de policía de Estados Unidos, con 20% en 1968, en un momento en que otros departamentos tenían poco o ningún éxito en el reclutamiento de negros.
Sin embargo, la contratación de oficiales negros disminuyó drásticamente durante el mandato de Rizzo como comisario de policía. De 1966 a 1970, el porcentaje de policías negros contratados disminuyó del 27,5% al 7,7%. Esto precipitó un descenso en la proporción global de policías negros de Filadelfia: del 21% en 1967 al 18% en 1971.[cita requerida]
Una de las acciones más difundidas de la fuerza bajo el Comisionado Rizzo fue allanar las oficinas de Filadelfia del Partido Pantera Negra el 31 de agosto de 1970, una semana antes de que los Panthers planearan convocar una "Convención Revolucionaria Popular" en la Temple University. Los oficiales realizaron una búsqueda por tiras en los Panthers Negros detenidos antes de las cámaras, después de que un oficial de policía de Fairmount Park hubiera sido asesinado. La foto salió en la portada de la Philadelphia Daily News y fue vista en todo el mundo. Días después, los cargos contra los Panthers fueron retirados por falta de pruebas. Posteriormente, la búsqueda fue declarada ilegal. Cuatro personas no relacionadas con los Panthers fueron finalmente declaradas culpables del asesinato.
Como alcalde, Rizzo ha interpretado el manejo del primer incidente MOVE en 1978[¿quién?] como apoyo a la acusación de racismo. Cuando miembros del grupo se negaron a entrar a inspectores de la ciudad, Rizzo los desalojó a través de la acción de la policía armada. Los francotiradores fueron colocados alrededor de la casa y el compuesto fue bloqueado por 1.000 agentes de policía negando cualquier entrada de alimento o agua. Cuando la policía finalmente intentó asediar el recinto, el oficial James Ramp murió en el conflicto y otros 16 policías y bomberos heridos. Aunque los miembros de MOVE no estuvieron de acuerdo, se afirmó que el oficial James Ramp fue asesinado por disparos de MOVE. Finalmente, la disputa se resolvió sin más pérdidas de vida, y los miembros de MOVE fueron arrestados. Un miembro desarmado de MOVE, Delbert Africa, fue golpeado por varios oficiales mientras dejaba la casa MOVE con sus manos arriba. El incidente capturado por los medios de comunicación locales muestra que África está siendo arrastrada por su cabello, golpeada con el casco de un oficial, y golpeada en la cara y en la ingle una vez en el suelo.

## Alcalde de Filadelfia

### Elección del primer mandato
Rizzo funcionó como alcalde antes de su elección. Hacia el final de su mandato, el alcalde James Tate anunció en la televisión que se estaba jubilando y nombrando a Rizzo "de facto" alcalde de Filadelfia. Preguntado si esto era legal, Tate solo se rio y respondió que se estaba jubilando. Rizzo finalmente se postuló para alcalde en 1971. Ese año, se enfrentó a candidatos de alcaldes demócratas Rep. William J. Green, antiguo presidente de la ciudad democrática; Representante del Estado. Hardy Williams, exconcejal de la ciudad David Cohen. Cohen se retiró de la carrera y respaldó a Green. Rizzo luego derrotó a Green y Williams.[cita requerida]
Como demócrata en noviembre de 1971, Rizzo derrotó a Thacher Longstreth, ex (y futuro) presidente del Consejo y de la Cámara de Comercio. A diferencia de sus oponentes, Rizzo no emitió documentos de posición de campaña; pensó que su eslogan, "firme pero justo", explicaba suficientemente su papel esperado. Había poca animosidad entre los dos candidatos, y cuando Rizzo murió repentinamente durante una campaña posterior de alcaldía en 1991, Longstreth lloró.[cita requerida]

### Primer término
Rizzo no estaba sin adversarios, incluso al inicio de su primer mandato. The Evening Bulletin (El Boletín de la Noche) entrevistó al exalcalde y presidente de la Junta Escolar Richardson Dilworth sobre las acusaciones que hizo en la San Francisco Chronicle (Crónica de San Francisco) de que Rizzo había usado la policía para espionaje político; las acusaciones de Dilworth lanzaron una nueva y duradera disputa entre los dos.[cita requerida]
Agradecido por la publicidad positiva que los medios de comunicación locales le habían dado como comisionado de policía, Rizzo otorgó trabajos a dos docenas de reporteros locales. Este quid pro quo causó sospechas y, más significativamente, eliminó a los más entusiastas partidarios de Rizzo de los medios de comunicación. El cambio en la propiedad de The Philadelphia Inquirer y Daily News también cambió el sesgo de la cobertura mediática. Los dos periódicos anteriormente eran propiedad de la familia Annenberg, y ambos habían dado al Comisario Rizzo una cobertura amplia y favorable. Pero los artículos fueron vendidos a Knight Journals, más tarde Knight Ridder. Al comienzo del primer mandato de Rizzo, el personal del Inquirer, amigo de Rizzo, había sido sustituido en gran medida por periodistas más jóvenes, liderados por uno de los editores jóvenes más agresivos de la nación, Eugene Roberts, antiguo editor nacional de The New York Times. Roberts y su personal hicieron hincapié en los informes de investigación, y la administración de Rizzo, entre otras instituciones locales, fue el tema de muchas historias críticas.[cita requerida]
Un demócrata conservador, Rizzo apoyó la campaña de reelección del presidente republicano Richard Nixon en 1972. A cambio del apoyo de Rizzo, el victorioso Nixon concedió más fondos federales a Filadelfia. Pero la acción enajenó a muchos de los partidarios de Rizzo en su propio partido. El comité de la ciudad democrática, los demócratas en el consejo de la ciudad y el presidente del partido Peter Camiel consideraron la acción de Rizzo como una traición.[cita requerida]

#### Detector de mentiras (1973)
Rizzo chocó con los medios de comunicación bien en su mandato. Celebró frecuentes conferencias de prensa en las que debatió temas en un lenguaje colorido y a menudo bombarstico. Después de que Camiel acusara a Rizzo de ofrecer patrocinio a cambio de influir en la elección de candidatos para el fiscal del distrito y el contralor de la ciudad, Rizzo llamó a Camiel un mentiroso. Un reportero de la Philadelphia Daily News le preguntó a Rizzo si se sometería a una prueba de polígrafo para probar que Camiel estaba mintiendo. Rizzo estuvo de acuerdo, al igual que Camiel. "Si esta máquina dice que un hombre mintió, mintió", dijo Rizzo famosamente antes de la prueba. Pero el polígrafo indicó que Rizzo había mentido y Camiel no. El escándalo acabó con cualquier esperanza que Rizzo tenía de convertirse en gobernador. Interrumpió sus conferencias de prensa durante casi dos años e intentó reconstruir su apoyo público apelando directamente a los votantes.

### Elección del segundo mandato
Just wait after November you'll have a front row seat because I'm going to make Attila the Hun look like a faggot.— Rizzo, during his 1975 reelection campaign
En la primaria democrática de 1975, Rizzo derrotó al senador estatal Louis G. Hill, sobrino de Dilworth, quien fue apoyado por Camiel. En las elecciones de noviembre, Rizzo derrotó al candidato independiente Charles Bowser, un abogado negro líder y exconcejal de la ciudad en Large, y Thomas M. Foglietta, que más tarde representó una gran parte de la ciudad en el Congreso.[cita requerida]

### Evolución a segundo plazo
Durante el segundo mandato de Rizzo, el activista de la comunidad negra y el futuro alcalde de Filadelfia, W. Wilson Goode, demandaron a la ciudad en la corte federal, alegando discriminación racial en los departamentos de policía y bomberos. El departamento de bomberos estaba dirigido por Joseph Rizzo, el hermano del alcalde. La demanda llevó a la adopción del influyente "Plan Filadelfia", pidiendo una acción afirmativa en la contratación y promoción de la administración pública.
Una característica interesante de la alcaldía de Rizzo fue el establecimiento y la sanción del alcalde de una "agencia antidifamación" financiada públicamente para combatir las observaciones peyorativas sobre Filadelfia. La acción más publicitada de la agencia fue el boicot a S.O.S. Soap Pads, después de una emisión comercial de televisión a nivel nacional se refirió a la ciudad de manera disparatada. El fabricante retiró el comercial infractor.
La construcción comenzó en The Gallery at Market East shopping mall y en Center City Commuter Connection, un túnel de cercanías que conectaba y combinaba los sistemas ferroviarios antiguos e históricamente independientes de la ciudad, el Reading Railroad y el Pennsylvania Railroad.
Las Philadelphia Gas Works, conocidas localmente como PGW, habían sido administradas por una empresa privada. Durante el mandato de Rizzo, fue tomado por la ciudad. A continuación, PGW implementó descuentos para la tercera edad y generosos contratos laborales municipales y aumentó la contratación de mecenazgo.
Durante el segundo mandato de Rizzo, dos reporteros en The Philadelphia Inquirer, William K. Marimow y Jon Neuman, comenzaron una larga serie sobre los patrones de brutalidad policial, intimidación, coerción y desprecio por los derechos constitucionales del departamento de policía de Filadelfia. La serie ganó un Premio Pulitzer para el periódico. Esta serie fue la base de la película de 2000 The Thin Blue Lie, en la que Rizzo fue retratado por Paul Sorvino.

### Aumento de impuestos e intento de recuperación
En su exitosa segunda campaña de alcaldía en 1975, Rizzo hizo campaña bajo el lema "Mantuvo la línea de impuestos". Poco después de la elección, persuadió al Ayuntamiento a aumentar el impuesto salarial de la ciudad de 3,31% a 4,31%, uno de los más altos de la nación. La acción enfureció a los oponentes de Rizzo y llevó a los conservadores fiscales a unirse a ellos en el intento de recordar a Rizzo de la alcaldía. Los estadounidenses por la Acción Democrática, el grupo activista liberal que había desempeñado un papel clave en el movimiento de Filadelfia de control republicano a democrático en los últimos años y principios del siglo XXI, reunió las 250.000 firmas necesarias. Las encuestas mostraron que Rizzo perdió por un amplio margen. Los aliados de Rizzo atacaron desafiando la validez de las firmas así como el propio procedimiento de retirada. Luego el Tribunal Supremo de Pensilvania declaró inconstitucional la disposición de la Carta por un voto. La decisión fue escrita por el presidente Robert N. C. Nix Jr., elegido para la corte con el apoyo de Rizzo en 1971.
Los opositores de Rizzo, aunque muy desalentados, eligieron a Edward G. Rendell como abogado de distrito en 1977 y Rendell organizó una campaña para elegir a los miembros del comité democrático antirizzo y funcionarios electos en las primarias de 1978.

### Intento por tercer período consecutivo
Frente al límite de dos períodos consecutivos de Filadelfia, Rizzo persuadió al Ayuntamiento de Filadelfia para que pusiera una pregunta de cambio de estatuto en la votación de 1978 que le hubiera permitido correr por un tercer período consecutivo en 1979. En una participación récord en las elecciones municipales de Filadelfia, los ciudadanos de Filadelfia votaron de dos a uno contra el cambio, bloqueando a Rizzo de correr en 1979. En esa elección, el candidato republicano gubernatorial Dick Thornburgh ganó un porcentaje más alto de lo esperado del voto negro (por un republicano) y la gobernación contra un opositor demócrata fuertemente favorecido. La organización anticarta de cambio pronto apoyaría un boleto "Clean Sweep" para las oficinas municipales en 1979, incluido el ex Rep. William J. Green, III, que fue elegido alcalde. Más tarde, Rizzo intentó correr de nuevo; esta vez su principal oponente demócrata fue el primer alcalde negro de Filadelfia, Wilson Goode. Durante esta carrera trató de conectar más con los negros de Filadelfia, lo que resultó ineficaz ya que ganó solo el 3% del voto negro y perdió a Goode en una explosión.

### Evaluación histórica
En 1997, se publicó una encuesta política de expertos y académicos urbanos realizada por la Universidad de Illinois en Chicago que clasificó a los alcaldes de las grandes ciudades de Estados Unidos entre los años 1960 y 1993. La encuesta vio a los expertos y eruditos clasificar a Rizzo como el peor alcalde de una gran ciudad de Estados Unidos en ese período de tiempo.
La alcaldía de Rizzo ha recibido críticas retrospectivas por su supuesto racismo y la brutalidad policial que tuvo lugar bajo su vigilancia.

## Demandas

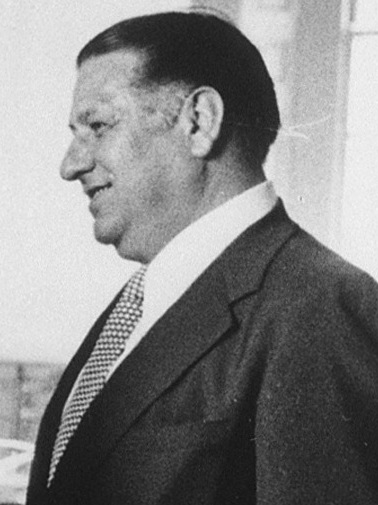
fotografía de Frank Rizzo.

El departamento de policía de Rizzo, la administración mayoral de Rizzo, y Rizzo personalmente se enfrentaron a docenas de demandas alegando abusos que van desde agresión física hasta discriminación y acoso sistémico, culminando en el primer esfuerzo de recuerdo mayoral de Filadelfia. Una demanda de 1968 acusó a Rizzo y a la comisión de Fairmount Parks en un juicio de clase, alegando acoso selectivo a "hippies" en la plaza Rittenhouse. En 1973, un grupo de responsabilidad policial alegó la responsabilidad de Rizzo en la discriminación policial sistémica y el acoso a las comunidades minoritarias de Filadelfia, buscando el establecimiento de una organización de supervisión civil. Otra acción de derechos civiles de 1973 acusó a Rizzo de agresión y conspiración contra manifestantes políticos en actividades relacionadas con su campaña de alcaldía.
Rizzo también fue nombrado en una prolongada batalla judicial sobre Whitman Park, un proyecto de vivienda pública controvertido amargamente en el sur de Filadelfia. Al tomar posesión en 1971, el alcalde Rizzo proclamó célebremente que Whitman Park nunca se construiría. Rizzo perdió finalmente en la corte en 1979, ya que el juez del Distrito Federal Raymond J. Broderick citó motivaciones racistas al bloquear el proyecto.

## Carrera postmayoral
Entre 1983 y 1986, Rizzo sirvió como consultor de seguridad en las Philadelphia Gas Works, polémicamente, mientras dibujaba una pensión de la ciudad al mismo tiempo, y acogió uno de los programas de radio más populares de Filadelfia, una tradición posteriormente emulada por su hijo, el concejal republicano de la ciudad Frank Rizzo Jr.
En 1980, Rizzo dañó una cámara NBC KYW-TV mientras estaban estacionados en una camioneta fuera de su casa en Chestnut Hill. Estaba rodeado de varios policías que no hicieron nada para contenerlo. Cuando el reportero de KYW, Stan Bohrman, trató de entrevistarlo más tarde sobre el incidente, Rizzo se ofreció a luchar contra él y lo llamó repetidamente un "vagabundo de migajas" y un "cobarde de creep exuberante".
Corrió sin éxito por la nominación democrática para alcalde en 1983, perdiendo a Wilson Goode, que a su vez ganó las elecciones mayorales. En 1986 se convirtió en republicano y se postuló en las elecciones mayorales de 1987, perdiendo nuevamente a Goode, 49% a 51%.
En 1991 se propuso postularse nuevamente para alcalde. Ganó la primaria republicana contra el exfiscal del Distrito de Filadelfia (y luego el presidente del Tribunal Supremo de Pennsylvania) Ronald D. Castille.

## Muerte
En su campaña contra el candidato demócrata, se esperaba que el exfiscal de Distrito (y más tarde el segundo Gobernador de Pensilvania) Edward G. Rendell, Rizzo empleara de nuevo tácticas de béisbol. El viernes cuatro días antes de su muerte, caminó por el barrio de la calle 52, en gran parte negro, en el oeste de Filadelfia con líderes comunitarios. Pero el martes siguiente, 16 de julio de 1991, sufrió un ataque cardíaco masivo mientras hacía campaña para las elecciones generales. Fue declarado muerto en el Hospital Universitario Thomas Jefferson a las 2:12 pm. EDT.
Joseph M. Egan Jr. reemplazó a Rizzo como candidato republicano. Rendell fue a ganar las elecciones de noviembre y sirvió dos términos como alcalde.

## Funerales y monumentos

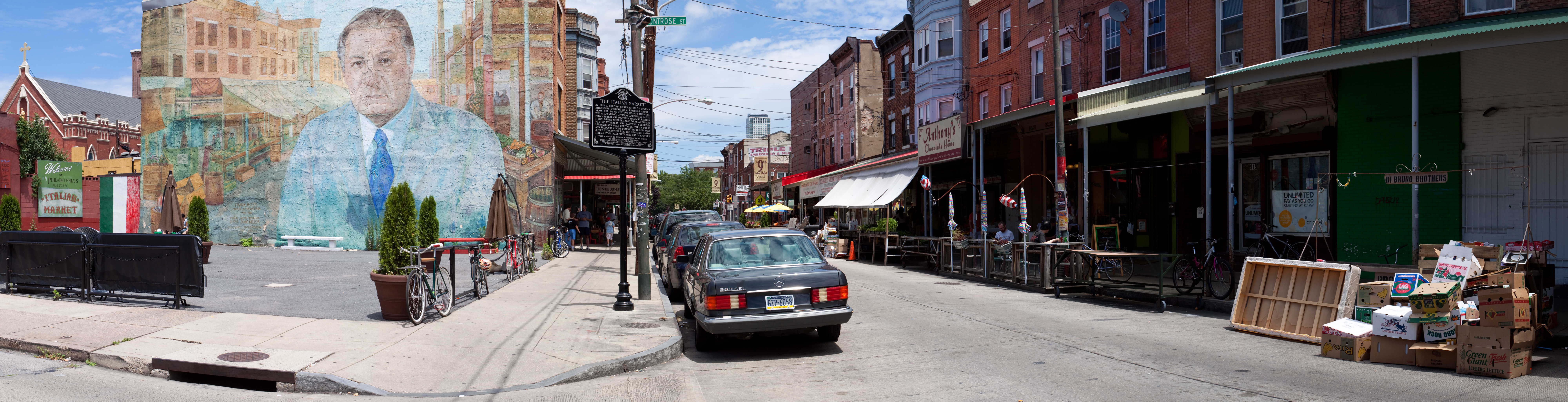
El mural muestra a Frank Rizzo en el mercado italiano de Filadelfia. El mural fue pintado en 2020.

El funeral de Rizzo se suponía que era el más grande de la historia de Filadelfia, con personas que recorrían las calles de la caravana desde la Basílica Catedral de los Santos Pedro y Pablo hasta el cementerio. Fue internado en el Cementerio del Santo Sepulcro en Cheltenham Township, Condado de Montgomery, Pennsylvania.
En su barrio natal del sur de Filadelfia, un retrato mural de Rizzo estaba situado en el mercado italiano en la calle Ninth. El mural había sido descrito como "el arte público más conocido de Filadelfia". El mural fue pintado el 7 de junio de 2020, a petición de Mural Arts, una organización sin fines de lucro que mantuvo el mural.
Una estatua del alcalde Rizzo saludando, creada por el escultor Zenos Frudakis, solía estar frente al Edificio de Servicios Municipales de Filadelfia. La estatua de 10 pies (3 m) de altura (3,0 ) fue pagada por contribuciones privadas. Tras las secuelas del mitin 2017 Unite the Right en Charlottesville, Virginia, Councilwoman Helen Gym posted on Twitter, "En todo el país, estamos luchando para eliminar los monumentos a la esclavitud y el racismo. Filly, tenemos trabajo por hacer. Tomen la estatua de Rizzo abajo". Los comentarios de Gym iniciaron un debate público sobre el futuro de la estatua y el mural de Rizzo. El alcalde Jim Kenney estaba abierto a la posibilidad, afirmando que "es hora de discutir el futuro" del monumento. El 4 de noviembre de 2017, el alcalde Kenney anunció que la estatua se trasladaría a un nuevo lugar, aunque posteriormente permaneció en su lugar. En mayo de 2020, la estatua fue vandalizada durante las protestas en respuesta al asesinato de George Floyd. Días después, en la noche del 2 de junio, la estatua fue retirada. El alcalde Jim Kenney dijo: "La estatua es un monumento deplorable al racismo, la intolerancia y la brutalidad policial para miembros de la comunidad negra, la comunidad LGBTQ y muchos otros. El tratamiento de estas comunidades bajo el liderazgo del Sr. Rizzo fue uno de los peores períodos de la historia de Filadelfia".
Rizzo fue retratado en The Thin Blue Lie por Paul Sorvino y The Irishman por Gino Cafarelli. Rizzo es también el modelo y la inspiración detrás del personaje de Jerry Carlucci en la serie Badge of Honor.